# Ябелов, Дмитрий Александрович
Дмитрий Александрович Ябелов (род. 29 октября 2003, Ярославль) — российский хоккеист, нападающий.

## Биография
Воспитанник ярославского «Локомотива». Играл за команды системы клуба «Локо-Юниор» (2020/21, НМХЛ), «Локо-76» (2021/22) и «Локо» (2022/23 — 2023/24, МХЛ), «Молот» Пермь (2024/25, ВХЛ). 19 ноября 2024 года в домашнем матче «Локомотива» против «Витязя» (2:1 ОТ) дебютировал в КХЛ, проведя единственный матч в лиге в сезоне.

### Личная жизнь
В 2021 году поступил в университет имени Лесгафта на факультет спортивного менеджмента.
Брат Даниил был признан лучшим журналистом МХЛ в сезоне-2017/18. Двоюродный брат — футбольный вратарь в академии «Лестер Сити» (на 2021 год).